# Abida Sultaan

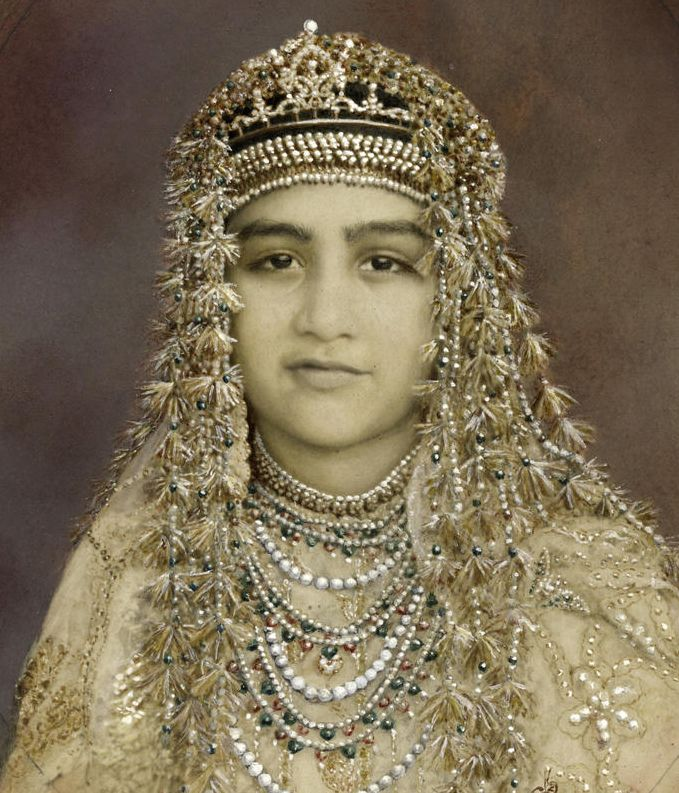
Abida Sultaan

Abida Sultaan (Hindi आबिदा सुल्तान; geboren am 28. August 1913 in Bhopal; gestorben am 11. Mai 2002 in Karatschi) war eine indische Prinzessin und die Erbin des Fürstenstaates Bhopal. Sie war für ihren unkonventionellen Lebensstil und ihr Engagement in Politik und Gesellschaft bekannt.

## Leben

### Frühe Jahre und Ausbildung
Abida Sultaan wurde als älteste Tochter des letzten Nawabs von Bhopal, Hamidullah Khan, geboren. Sie wuchs unter der strengen Obhut ihrer Großmutter, Sultan Jahan Begum, auf, der letzten der berühmten Begumen von Bhopal, welche den Staat über ein Jahrhundert regiert hatten. Ihre Großmutter legte großen Wert auf eine religiöse Erziehung, so dass Abida bereits im Alter von acht Jahren den Koran vollständig gelesen und die wörtliche Übersetzung abgeschlossen hatte.
Abida erhielt eine umfassende Ausbildung, die sowohl religiöse als auch weltliche Aspekte umfasste. Sie wurde ermutigt, unabhängig zu sein und in allen Bereichen mit ihren männlichen Altersgenossen zu konkurrieren. Ihre Kindheit war von sportlichen Aktivitäten wie Reiten, Polo, Hockey und Squash geprägt. Sie war eine talentierte Jägerin und schoss insgesamt 73 Tiger. Im Jahr 1942 erwarb sie ihren Flugschein und wurde eine der ersten muslimischen Frauen mit Pilotenschein.

### Erbin des Fürstenstaates Bhopal
Im November 1928 wurde Abida Sultaan im Alter von 15 Jahren offiziell zur Erbin des Fürstenstaates Bhopal ernannt. Sie wurde darauf vorbereitet, die Herrschaft zu übernehmen, und erhielt eine gründliche Ausbildung in Verwaltung, öffentlichem Dienst und Staatskunst. Von 1930 bis 1947 arbeitete sie eng mit ihrem Vater zusammen und fungierte als Chefsekretärin und später als Präsidentin des Kabinetts von Bhopal.

### Weitere Lebensstationen
Im Alter von 12 Jahren wurde Abida mit ihrem Kindheitsfreund Sarwar Ali Khan, dem Herrscher des benachbarten Fürstenstaates Kurwai, verheiratet. Die Ehe war kurzlebig und wurde nach weniger als einem Jahrzehnt aufgelöst. Sie hatten einen Sohn, Shahryar Mohammad Khan, der später pakistanischer Außenminister wurde. Nach der Trennung kehrte Abida nach Bhopal zurück und kämpfte um das Sorgerecht für ihren Sohn. In einem mutigen Schritt konfrontierte sie ihren Ex-Mann persönlich, um das Sorgerecht zu erhalten, und zog ihren Sohn allein auf, während sie ihre Pflichten als Thronfolgerin wahrnahm.
Abida Sultaan nahm an den Runden Tischen teil, die von der britischen Regierung zur Diskussion der zukünftigen Regierungsform Indiens einberufen wurden. Dabei traf sie prominente Führer wie Mahatma Gandhi und Jawaharlal Nehru. Sie erlebte aus erster Hand die wachsenden Spannungen zwischen Hindus und Muslimen und die Gewalt, die zur Teilung Indiens im Jahr 1947 führte.
Im Jahr 1950 entschied sich Abida Sultaan zur Migration nach Pakistan, da sie sich in ihrer Heimat zunehmend diskriminiert fühlte. Sie ließ alles zurück und kam mit nur einem Koffer und ihrem Sohn in Pakistan an. Sie war die einzige Erbin eines bedeutenden indischen Fürstenstaates, die nach Pakistan auswanderte.
In Pakistan engagierte sich Abida in der Politik und setzte sich für Demokratie und Frauenrechte ein. Sie wurde zur Botschafterin in Brasilien ernannt, trat jedoch nach 18 Monaten zurück. Sie unterstützte im Jahr 1964 Fatima Jinnahs Präsidentschaftskandidatur und schrieb regelmäßig Artikel für die pakistanische Presse, in denen sie demokratische Prinzipien und Frauenrechte im Einklang mit dem Islam verteidigte.

### Tod und Vermächtnis
Abida Sultaan starb am 11. Mai 2002 nach langer Krankheit im Alter von 89 Jahren in Karatschi. Sie wurde in Bhopal House, Malir, beigesetzt. Ihre Autobiografie Memoirs of a Rebel Princess wurde posthum veröffentlicht und bietet einen detaillierten Einblick in ihr Leben und ihre Erfahrungen. In Bhopal wird sie weiterhin respektvoll als Bia Huzoor in Erinnerung behalten.